# Kaiserstein (Adelsgeschlecht)

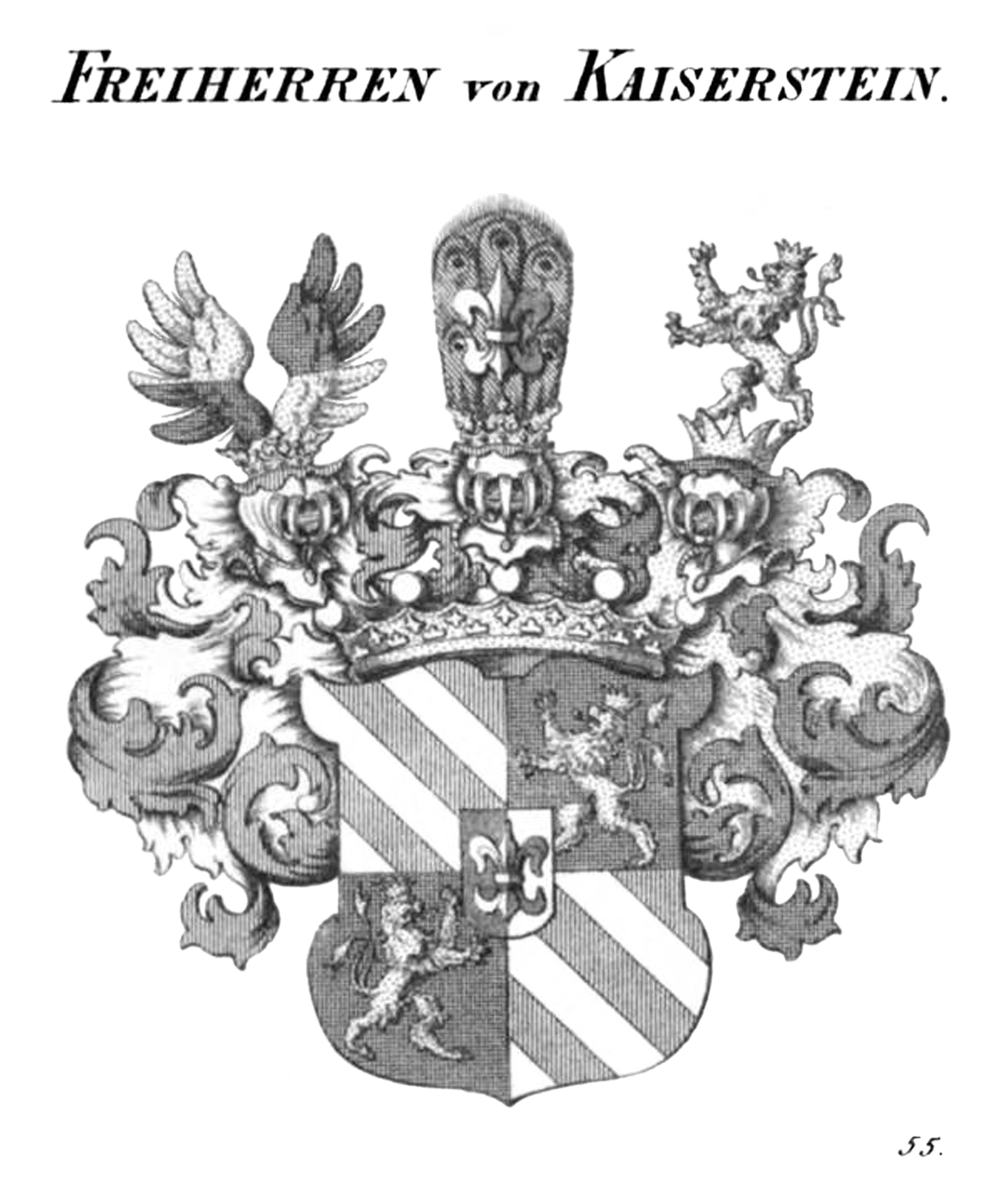
Das Wappen der Reichsfreiherren von Kaiserstein

Kaiserstein (auch Kayserstein) ist ein österreichisches Adelsgeschlecht. 1665 wurde die Familie in den Reichsfreiherrenstand erhoben, zwei ihrer Linien stiegen sogar bis in den Reichsgrafenstand auf, starben aber jeweils kurz danach aus.

## Geschichte
Die spätere Familie der Freiherrn und Grafen von Kaiserstein soll im 16. Jahrhundert aus der Kurpfalz nach Franken oder Bayern und von dort nach Österreich eingewandert sein.
In Österreich wurde die Familie schon früh zu den höheren Ständen gezählt, 1608 wurde sie mit Hans Kaiser als Kaiser von Kaiserstein in den Adelsstand erhoben. Hans’ Sohn Tobias Helfried wurde in den mährischen und erbländischen Ritterstand aufgenommen und erwarb die ersten bedeutenderen Besitztümer der Familie, den Schwerthof in Himberg und das Schloss Innernstein als Lehen der Familie Liechtenstein.
Kaiser Leopold I. erhob 1665 Tobias Helfrieds noch lebende Kinder in den Reichsfreiherrenstand. Sein Enkel Clemens Ferdinand wurde 1697 als erster der Familie in den Reichsgrafenstand berufen, starb aber 1724 ohne überlebende männliche Nachfahren.
Neben mehreren österreichischen entstand eine böhmische Linie durch Johann Franz von Kaiserstein, kaiserlicher Feldzeugmeister und Stadtkommandant von Prag sowie seit 1673 Herr auf Starkstadt. Sein erster Sohn Helfried Franz gelangte durch die Heirat mit Franziska Blandina von der Kron an das Erbe deren Onkels, des kaiserlichen Feldmarschallleutnants und früheren Prager Stadtkommandanten Jan van der Croon. Dessen früheres Haus am Kleinseitner Ring in Prag ließ Helfried Franz zum heute noch existierenden Palais Kaiserstein umbauen. Die Nachfahren von Johann Franz’ jüngerem Sohn Johann Baptist gelangten zurück nach Bayern an den Münchner Hof, nachdem Johann Baptist’ Sohn Johann Franz Wenzel durch seine Unterstützung des Wittelsbachers Kaiser Karl VII. im Österreichischen Erbfolgekrieg gegen Maria Theresia zeitweise seine böhmischen Besitztümer verloren hatte. Von Karl VII. wurde er 1744 in den Reichsgrafenstand erhoben. Mit seinem Sohn Anton starb die Linie 1769 aus.
Viele der Besitztümer der Kaiserstein wurden in einem Fideikommiss zusammengefasst, den Johann Paul von Kaiserstein gestiftet hatte. Nach dem Ende seiner männlichen Linie, die mit dem Tod seines Sohnes Clemens Ferdinand 1724 eintrat, wurden die anderen Linien nacheinander Besitzer der Stiftung, aus deren Erträgen alle männlichen Familienmitglieder zu versorgen waren. Zum Fideikommiss gehörten das Freihaus in Wien, die Herrschaft Tentschach mit dem gleichnamigen Schloss, die Güter Kleinreideben und Steierberg, die Ämter Metnitz und St. Leonhard im Lavanttal sowie ein Haus in Klagenfurt.

## Wappen

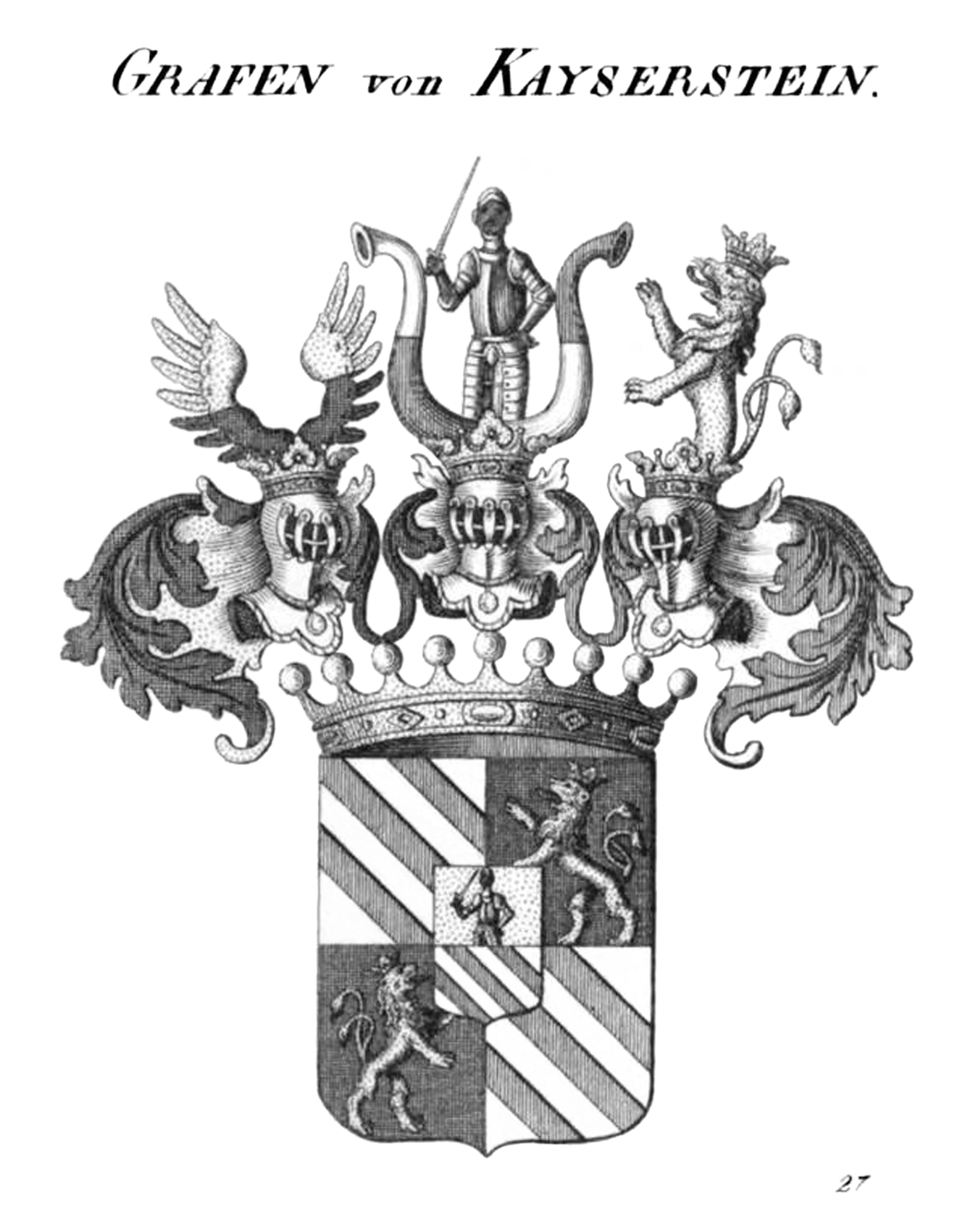
Wappen der Grafen Kaiserstein (im Herzschild das alte Wappen)

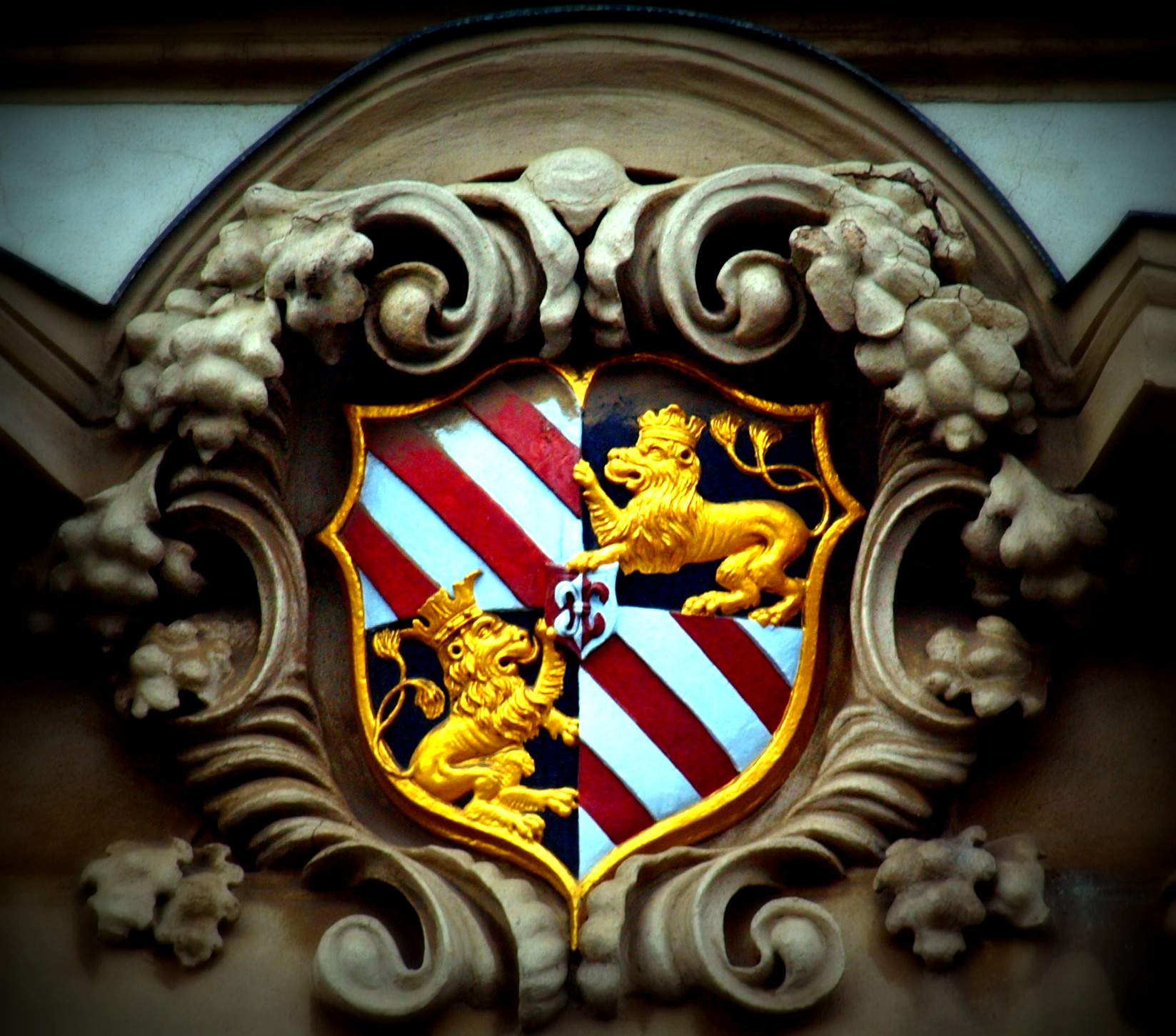
Wappen am Prager Palais Kaiserstein

Das erste überlieferte Wappen der Familie im 16. Jahrhundert bestand im oberen, geteilt goldenen Teil des Schildes aus einem schwarzbekleideten, grünbekränzten Mann, der die linke Hand in die Seite stemmt, während er mit der rechten Hand einen Befehlshaberstab hochhält. Diese Figur sollte wahrscheinlich einen Cäsar bzw. Kaiser darstellen. In der unteren, fünfmal von Silber und Rot schräg geteilten Schildhälfte war ein geschlossener Helm abgebildet.
Bei der Adelserhebung 1608 erhielt die Familie als neues Wappen einen „schwarzen Schild mit goldenem Löwen und einem offenen Helm, darauf einen in den Schildesfarben gevierten Flug.“ 1629 wurde Tobias Helfried I. bei der Aufnahme in die Landsmannschaft im Ritterstande für das Reich und die Erblande ein verbessertes Wappen verliehen. Dieses war geviert mit einem Mittelschild, die Felder 1 und 4 wurden fünfmal schräg von Silber und Rot geteilt, in den schwarz gefärbten Feldern 2 und 3 war jeweils ein goldener Löwe mit fünfspitziger Zackenkrone.
Das geteilte Mittelschild entsprach weitestgehend dem alten Stammwappen, im goldenen oberen Feld befand sich ein geharnischter Mann wachsend, der die linke Hand in die Seite stemmt und mit der erhobenen rechten Hand ein Schwert hochhält, das untere Feld wurde fünfmal schräg von Silber und Rot geteilt. Das Oberwappen bestand aus zwei offenen Helmen, der gekrönte rechte mit einem von Gold und Schwarz gevierten Flug, der mit einer Zackenkrone geschmückte linke trägt einen zwiergeschwänzten Löwen wachsend.
Das endgültige Wappen der Familie erhielt sie 1665 bei der Aufnahme in den Reichsfreiherrenstand. Dabei wurden die Felder des bisherigen Wappenschilds übernommen, mit einer von Rot und Silber gespaltenen gewechselten Lilie im Herzschild statt des bisherigen Mittelschilds. Das Oberwappen bestand nun aus drei gekrönten Turnierhelmen, der mittlere mit einem Pfauenschweif belegt von der von Rot und Silber gespaltenen Lilie, der linke mit schwarzgoldener Decke und gleichfarbigem gevierten Flug, der rechte mit rotsilberner Decke und einem Löwen als Helmzier.

## Stammlinie
Stammvater Johann Kaiser, lebte um 1540 in Bayern, verheiratet mit Anna Maria von Schmölzing
1. Tobias Kaiser, ging nach Österreich, Pfleger der Herrschaft und Burg Laa, erhielt am 16. August 1542 in Augsburg einen Wappenbrief, verheiratet mit Eva Maria Handl[1]
  1. Hans Kaiser, Bürgermeister von Wiener Neustadt, 1608 als „von Kaiserstein“ in den Adelsstand erhoben, vermutlich ein Sohn von Tobias Kaiser, vermählt mit einer Frau aus dem steirischen Geschlecht Schmelzer[1]
    1. Hans Helfried von Khayserstein († 1634), fiel in der Schlacht bei Nördlingen[1]
    2. Tobias Helfried I. († 1657), 1619 Hofmeister des niederösterreichischen Statthalters Paul Sixt III. von Trautson, 1627 kaiserlicher Rat und Handgraf, in den mährischen Ritterstand aufgenommen, 1629 Landsmannschaft im Ritterstand für das Reich und die Erblande anerkannt, kaufte 1630 den freien Schwerthof Himberg, 1633 das Liechtensteinische Lehen Innernstein, 1634 Gut und Schloss Felling (Velm bei Himberg), 1641 niederösterreichischer Hofkammerrat, später nö. Hofdirektor, 1657 in der Michaelerkirche zu Wien bestattet. Verheiratet mit Maria Magdalena von Grafenstein († 1659), 10 Kinder:[6]
      1. Johann Paul († 1696), Handgraf in Niederösterreich und Mähren, 1659 niederösterreichischer Regimentsrat, 1679 nö. Hofkammerrat, im gleichen Jahr in Kärntner Herrenstand und Landsmannschaft aufgenommen, Begründer der Kärntner Linie[3][7]→ weiter hier
      2. Johann Franz († 1690), seit 1659 Inhaber eines Infanterieregiments,[8] kaiserlicher Feldzeugmeister, Stadtkommandant von Prag, Begründer der Böhmischen Linie[9]→ weiter hier
      3. Tobias Helfried II. († 1689), kaiserlicher Oberst, spanischer Generalwachtmeister, verheiratet mit Josepha Maximiliana von Plauenstein († 1675), bestattet in der Michaelerkirche zu Wien[10]
        1. Johann Adam, jung verstorben[10]
        2. Johann Franz, kaiserlicher Offizier[10]
        3. Carl Joseph, jung verstorben[10]
        4. Anna Franziska († 1656), jung verstorben, bestattet in der Michaelerkirche zu Wien[10][7]
        5. Marie Rosalia († 1656), jung verstorben, bestattet in der Michaelerkirche zu Wien[10][7]
        6. Franziska Viktoria, jung verstorben[10]
        7. Joseph Paul Ferdinand, Freiherr zu Tentschach und Kleinreideben († 1728), 1725 Inhaber des Familienfideikommiss, verheiratet mit Johanna Franzisca von Muggenthal oder Maria Anna von Ruestorf, bestattet in der Michaelerkirche zu Wien[10][7]
          1. Joseph Paul (1722–1735), wuchs in der niederösterreichischen Landschaftsakademie auf, bestattet in der Michaelerkirche zu Wien[10]
          2. Elisabeth (* 1724)[10]
          3. Anna (* 1728)[10]

      4. Johann Georg († 1677), kaiserlicher Oberstwachtmeister, Erbe von Innernstein, Begründer der Innersteiner Linie[11]→ weiter hier
      5. Johann Ignaz († 1678), kaiserlicher Generalwachtmeister und Hofkriegsrat[12]
        1. Friedrich Ferdinand (* 1666), vermutlich jung verstorben[12]
        2. Wolf Andreas (* 1667), vermutlich jung verstorben[12]

      6. Franz Ernst († 1695), kaiserlicher Hauptmann, spanischer Oberstwachtmeister, 1671 in den Karmelitenorden aufgenommen, stiftete 1672 das Karmelitenkloster in Linz[12]
      7. Ferdinand Lorenz († 1662)[6]
      8. Maria Anna Katharine, vermutlich jung verstorben[6]
      9. Marie Therese Barbara († nach 1723), verheiratet mit (1.) Johann Ernst Freiherr von Windisch-Graetz und (2.) Mathias Anton von Höckenstall[12]
      10. Marie Magdalene Anna, vermutlich jung verstorben[6]

### Kärntner Linie
Stammvater Johann Paul von Kaiserstein († 1696), verheiratet 1644 mit Katharine Kärner von Karnersberg († 1654), bestattet in der Michaelerkirche zu Wien
1. Clemens Ferdinand (1649–1724), landeshauptmannschaftlicher Rat in Kärnten, kaiserlicher Kämmerer, 1714 Geheimrat, 1697 von Kaiser Leopold I. in den Reichsgrafenstand erhoben, Herr von Rabensdorf, 1693 Herr von Tentschach, verheiratet mit Marie Elisabeth von Raumschüssel, Linie erloschen[3]
  1. Wolfgang Johann Anton (1680–1706), 1704 verheiratet mit Anna von Kaiserstein, dadurch 1705 Herr auf Starkstadt[3]
  2. Maria Maximiliana (* 1682/83), 1703 verheiratet mit Josef Ignaz Freiherr von Jöchlinger zu Hohenstein[3]
  3. Marie Helene Franziska (* 1685), jung verstorben[3]
  4. Franz Andreas Innocenz (* 1686), jung verstorben[3]
  5. Marie Josepha Antonia (1701–1747), verheiratet mit Anton Josef Graf von Auersperg[3]
2. Marie Anna[3]
3. Elisabeth[3]

### Böhmische Linie
Stammvater Johann Franz von Kaiserstein († 1690), verheiratet mit Marie Elisabeth Skurowsky von Skurow († 1673), seit 1673 Herr auf Starkstadt
1. Helfried Franz († 1701), Landrechtsbeisitzer in Prag, kaiserlicher Kämmerer, Herr auf Starkstadt, Woleschna, Katzow und Sabielitz, Besitzer von Schlum und Radikowitz, verheiratet mit Franziska Blandina von der Kron, Erbin von Zahorzan[13]
  1. Barbara Margarethe († 1722), verheiratet 1702 mit Leopold Wilhelm von Waldstein[13]
  2. Maria Ludmilla Eva († 1714), verheiratet mit Peter Ernst von Mollart (1676–1722)[13][14]
  3. Maria Anna Renata, 1704 verheiratet mit Wolfgang von Kaiserstein († 1706)[13]
2. Johann Baptist († 1707), Herr von Schleb, 1706 Administrator von Starkstadt, verheiratet 1691 mit Auguste Eleonore Freifrau von Venningen[15]
  1. Johann Franz Wenzel († 1761), Herr auf Starkstadt, huldigte 1742 dem Wittelsbacher Kaiser Karl VII., daraufhin wurden sein böhmischer Besitz vorübergehend eingezogen und seine Titel aberkannt, 1743 bayrischer Generalkriegskommissar und Feldzeugmeister, 1744 von Karl VII. in den Reichsgrafenstand erhoben, in Bayern Herr von Schloss Hexenagger. Verheiratet 1727 mit (1.) Marie Antonie Gräfin von Mansfeld († 1749) und 1749 mit (2.) Marie Felicitas Preysing[5]
    1. (1.) Johann Anton Franz († 1769), bayerischer Kämmerer und Oberstwachtmeister, Herr auf Starkstadt, verheiratet mit Franziska von der Wahl († 1767), Linie erloschen[5]
      1. Heinrich Anton Aloys Cajetan Maria (*/† 1764)[5]

  2. Marie Anna[15]
  3. Marie Therese[15]
3. Marie Katharine Herula, ledig verstorben[13]
4. Marie Therese Antonie, verheiratet mit (1.) Albert Georg Graf Woracziczky von Pabienitz († 1687) und (2.) Ferdinand Ernst Graf von Herberstein[13]

### Innersteiner Linie
Stammvater Johann Georg († 1677), verheiratet mit (1.) Anna Sophie von Auersperg und (2.) Marie Sophie von Hack
1. (1.) Johann Karl († 1675), kaiserlicher Leutnant, fiel bei der Eroberung von Trier[11]
2. (1.) Johann Ernst (* 1649), kaiserlicher Rat, Freiherr zu Innernstein, Velm und Uttendorf, erlangte 1693 das böhmische Inkolat und kaufte Böhmisch Hörschlag, verheiratet mit (1.) Marie Katharine von Kastner und (2.) Marie Katharine Johanna von Fieger[16]
  1. (1.) Maria Eleonore, ledig verstorben[16]
  2. (1.) Maria Katharine, verheiratet mit Franz Freiherr von Paumgarten[16]
  3. (1.) Marie Anna, verheiratet mit Johann Georg von Exl[16]
  4. (.1) Marie Barbara, verheiratet mit Georg Karl von Kronpichel zu St. Veit[16]
  5. (1.) Marie Cäcilie, verheiratet mit Franz Ferdinand Freiherr von Muggenberg[16]
  6. (1.) Johann Bernhard († 1721), kaiserlicher Hauptmann[16]
  7. (2.) Maria Elisabeth, verheiratet mit Johann Ludwig von Dessing[16]
  8. (2.) Maria Franziska († 1740), lebte mindestens seit 1723 im Graf Herbersteinschen Damenstift[16]
  9. (2.) Joseph Ernst Adalbert Leopold (1691–1736), kurfürstlich-bayrischer Kämmerer, verheiratet mit (1.) Marie Victoria Constanze Freiin von Schrenkh und 1722 mit (2.) Maria Barbara Ernestine Freiin von Ruestorf zu Kleeberg († 1734)[17]
    1. (1.) Maria Beata Sybilla[17]
    2. (2.) Maria Josepha († vor 1768), verheiratete Gräfin von Platz[17]
    3. (2.) Maria Therese († 1742), lebte im Frauenstift St. Georgen am Längsee[17]
    4. (2.) Maximiliana († 1802), verheiratet 1747 mit Leopold Joseph Freiherr von Hallerstein[17]
    5. (2.) Johann Franz Joseph I. (1728–1799), verheiratet 1762 Marie Theresia Gräfin Christalnigg († 1783), 1769 Herr auf Starkstadt, kaiserlicher Kämmerer und Geheimrat[18]
      1. Franz Joseph II. Balthasar Karl Stefan Johann (1762–1830), Regierungsrat und Kammerherr, verheiratet mit Marie Primitive Freifrau von Erberg[19]
        1. Franz Joseph III. Philipp (1792–1873), kaiserlicher Rittmeister und Kammerherr, verheiratet mit Marie Leopoldine Freifrau von Bartenstein[19][20]
          1. Marie Primitive (1823–1899), verheiratet 1844 mit Ludwig Freiherr von Villa-Secca Navarro d’Andrade (1822–1894)[19][21]
          2. Karl (1824–1878), verheiratet 1850 mit Marie Gräfin Festetics von Tolna (1833–1908)[19][21]
            1. Helfried (1855–1925), verheiratet 1888 mit Hermine von Pongraz (1864–1928)[19][21]
              1. Helfried (* 1889)[22]

        2. Karl Anton (1797–1811)[19]
        3. Marie Anna Primitive (1800–1832)[19]

      2. Maria Josepha Cajetana Dominica (* 1764), vermutlich als Säugling verstorben[18]
      3. Johann Nepomuk Ernst Anton Mathias Ignaz Joachim (1766 – nach 1802)[18]
      4. Marie Therese Vincentia Ignatia Antonia (* 1768), jung verstorben[18]
      5. Marie Anna (1771–1833), ledig verstorben[18]
      6. Maria Josepha Crispina (1772 – 1833), ledig verstorben[18]
      7. Maria Caroline Therese (1775 – 1800), verheiratet 1799 mit Peter Graf von Goëss[18]
      8. Carl Borromäus Johann Evangelist Vincenz Salesius Domitian Sigfried (*/† 1777)[18]

    6. (2.) Karl Ignaz († 1768), Begründer der jüngeren Innersteiner Linie[23]→ weiter hier

  10. (2.) Marie Johanna, verheiratet mit (1.) Johann Baptist Freiherr von Muggenberg und (2.) Georg Wilibald von Mainrath[16]
  11. (2.) Josepha († nach 1765), lebte in St. Pölten[16]
3. (1.) Otto Helfried (1651–1683), kaiserlicher Hauptmann, fiel bei der Zweiten Wiener Türkenbelagerung, verheiratet mit Marie Katharina Johanna von Conzin († 1682)[24]
4. (2.) Marie Therese († 1687), verheiratet 1674 mit Karl Friedrich von Gabelkofen auf Petzenkirchen[24]
5. (2.) Rudolf Christian (1678–1716), kaiserlicher Rittmeister[24]

### Jüngere Innersteiner Linie
Stammvater Karl Ignaz von Kaiserstein († 1768), verheiratet mit Juliane von Mallenthein († 1778)
1. Johann Nepomuk Philipp (1765–1827), verheiratet 1788 mit Marie Elisabeth Freifrau von Herbert († 1823)[25]
  1. Philippine (1789–1855), verheiratet mit (1.) Joseph von Crampagna und (2.) Georg Joachim Göschen († 1855),[26] Mutter des Heraldikers Oskar Göschen
  2. Franziska Eugenia (1790–1862), verheiratet 1819 mit Joseph Daublebsky Freiherr von Sterneck und Ehrenstein (1775–1848), Landeshauptmann von Kärnten[26]
  3. Claudia († 1795)[26]
  4. Karl († 1796)[26]
  5. Johann Nepomuk Emanuel (1800–1848), kaiserlicher Oberleutnant, Linie erloschen[26]